# Euconocercus caucasicus
Euconocercus caucasicus är en insektsart som beskrevs av Bei-bienko 1950. Euconocercus caucasicus ingår i släktet Euconocercus och familjen vårtbitare. Inga underarter finns listade i Catalogue of Life.